# NHL 2002
NHL 2002 är ett ishockeyspel från 2001 som släpptes till Xbox, Playstation 2, Windows och Game Boy Advance. Den sistnämnda versionen var det enda spelet i spelserien som släpptes till denna konsol. Spelets omslag har Mario Lemieux i Pittsburgh Penguins.

## Funktioner

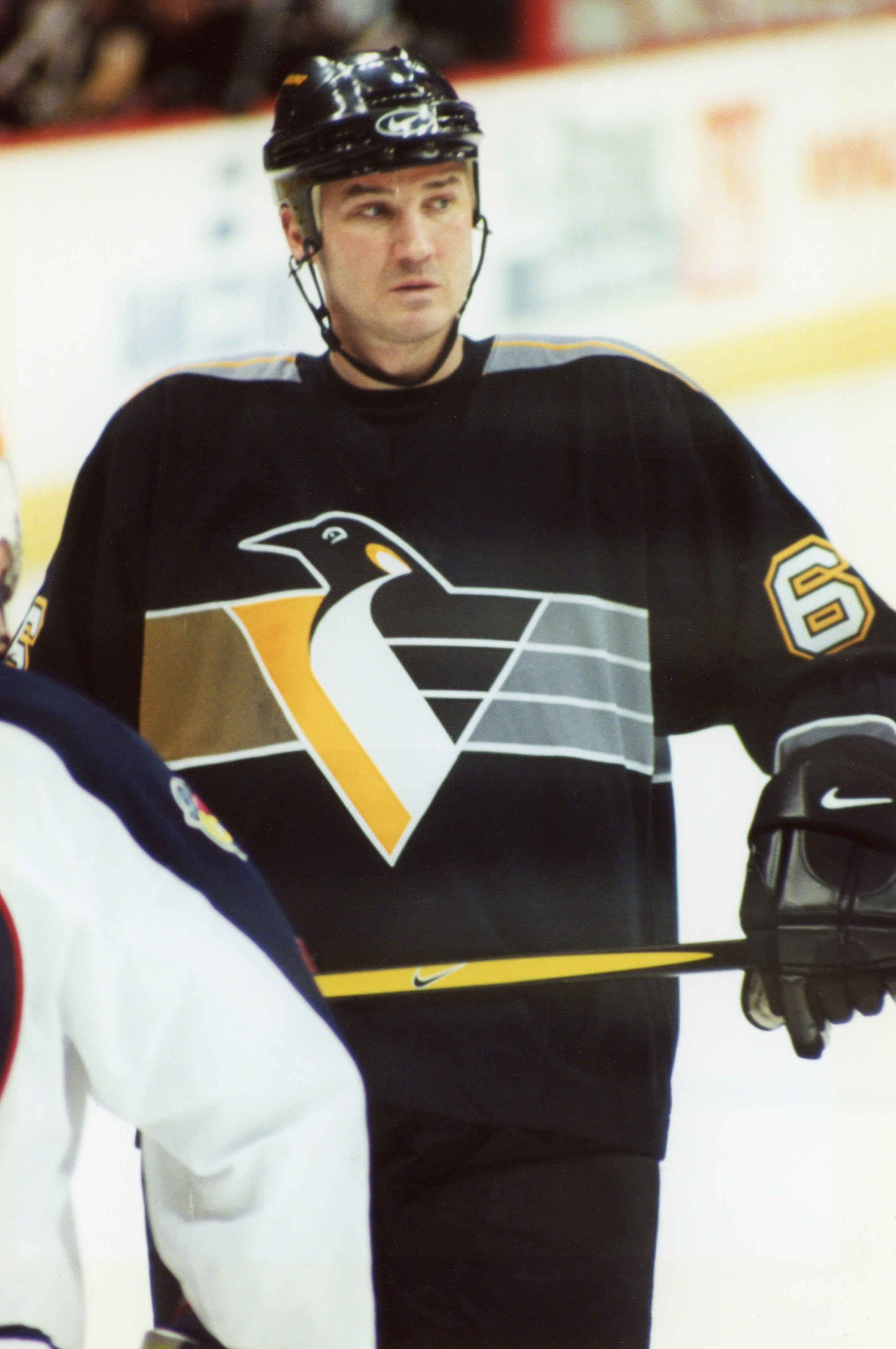
Mario Lemieux är med på spelets omslag.

Ny möjlighet är att man kan tjäna samlarbilder som gör spelarna bland annat till bättre spelare och samlarkort (så kallade påskägg). För att få korten måste spelaren uppfylla mål, till exempel vinna Stanley Cup, göra ett antal mål eller hålla nollan.  
Bill Clement ersätts av Don Taylor som mest gör slapstick-humor som andrekommentator.

## Musik
- Barenaked Ladies - "It's Only Me"
- Gob - "I Hear You Calling"
- Sum 41 - "Fat Lip"
- Sum 41 - "Makes No Difference"
- The Tea Party - "Temptation"
- Treble Charger - "Brand New Low"
- Treble Charger - "American Psycho"

## Mottagande
- Gamerankings: 95 %
- Gamespot: 9.2/10
- IGN: 9/10

## Övrigt
Efter 11 september-attackerna släpptes en patch som bytte bild som visas på laddningsbilden före New York Rangers matcher. Den ursprungliga bilden hade World Trade Center och ersattes av Frihetsgudinnan.

### Fotnoter
1. ↑  ”NHL 2002 (Game Boy Advance)” (på engelska). Mobygames. 10 mars 2001. http://www.mobygames.com/game/gameboy-advance/nhl-2002_. Läst 18 juni 2016.